# Nakayama-dera

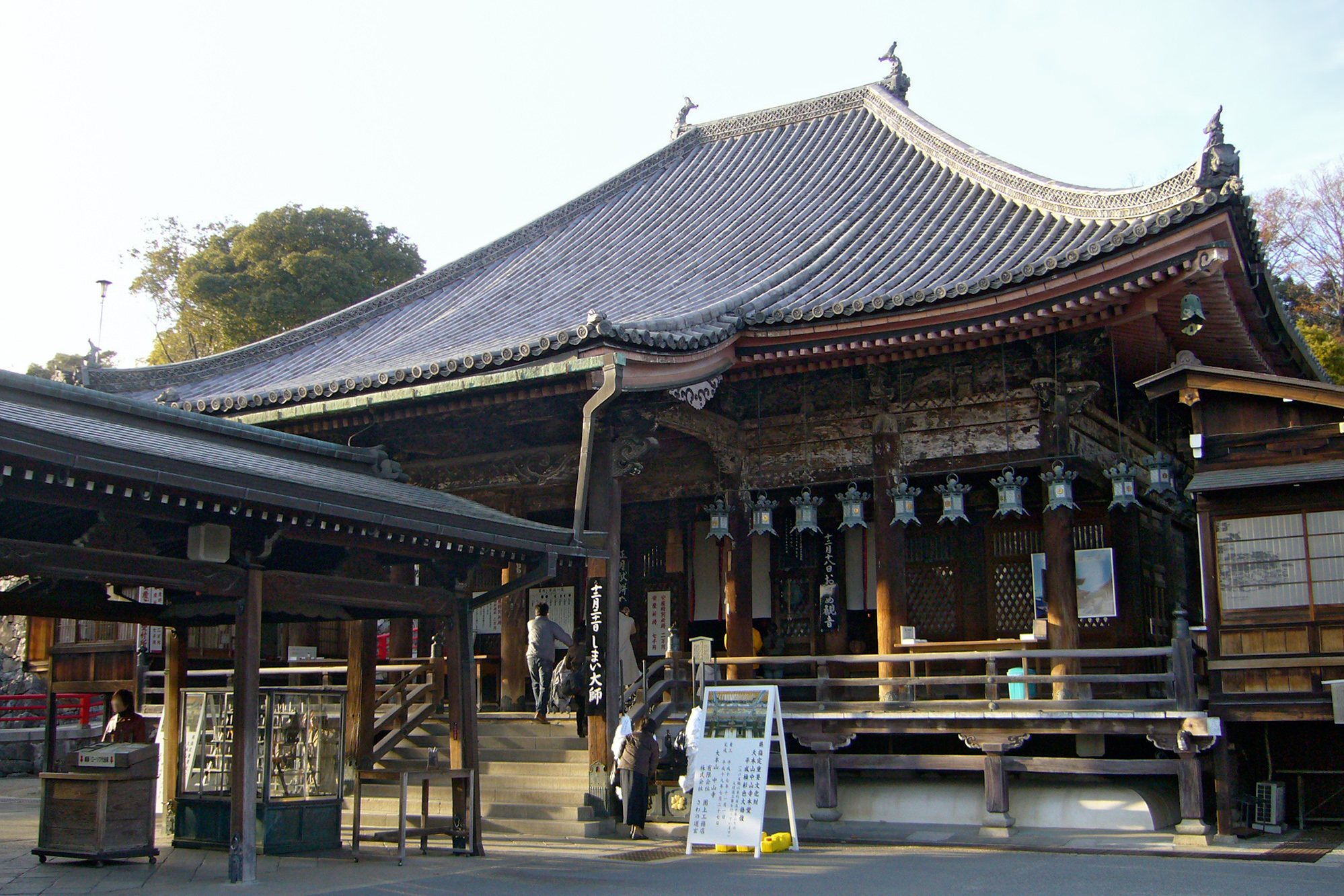
Le hon-dō du Nakayama-dera.

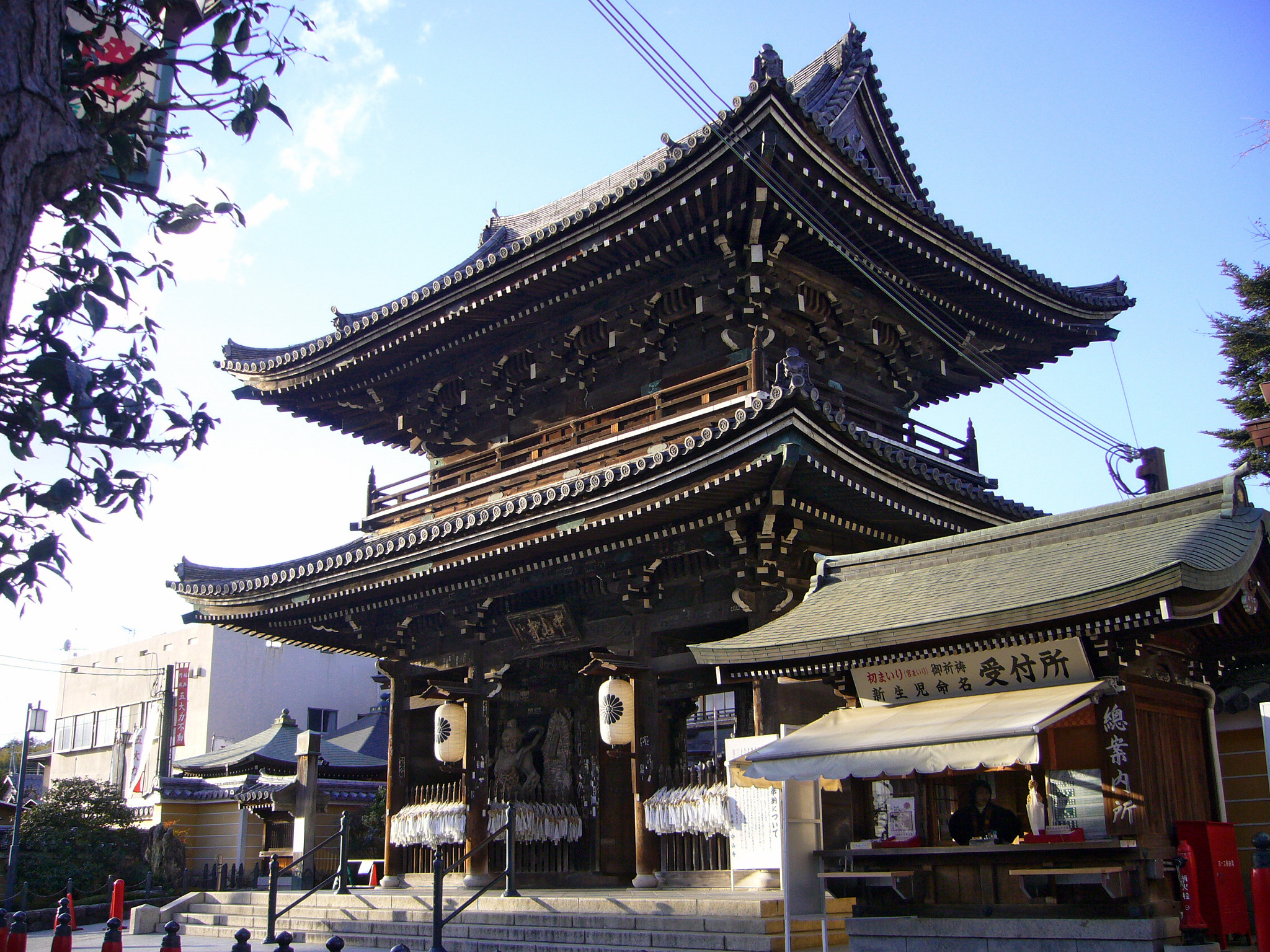
Le daimon.

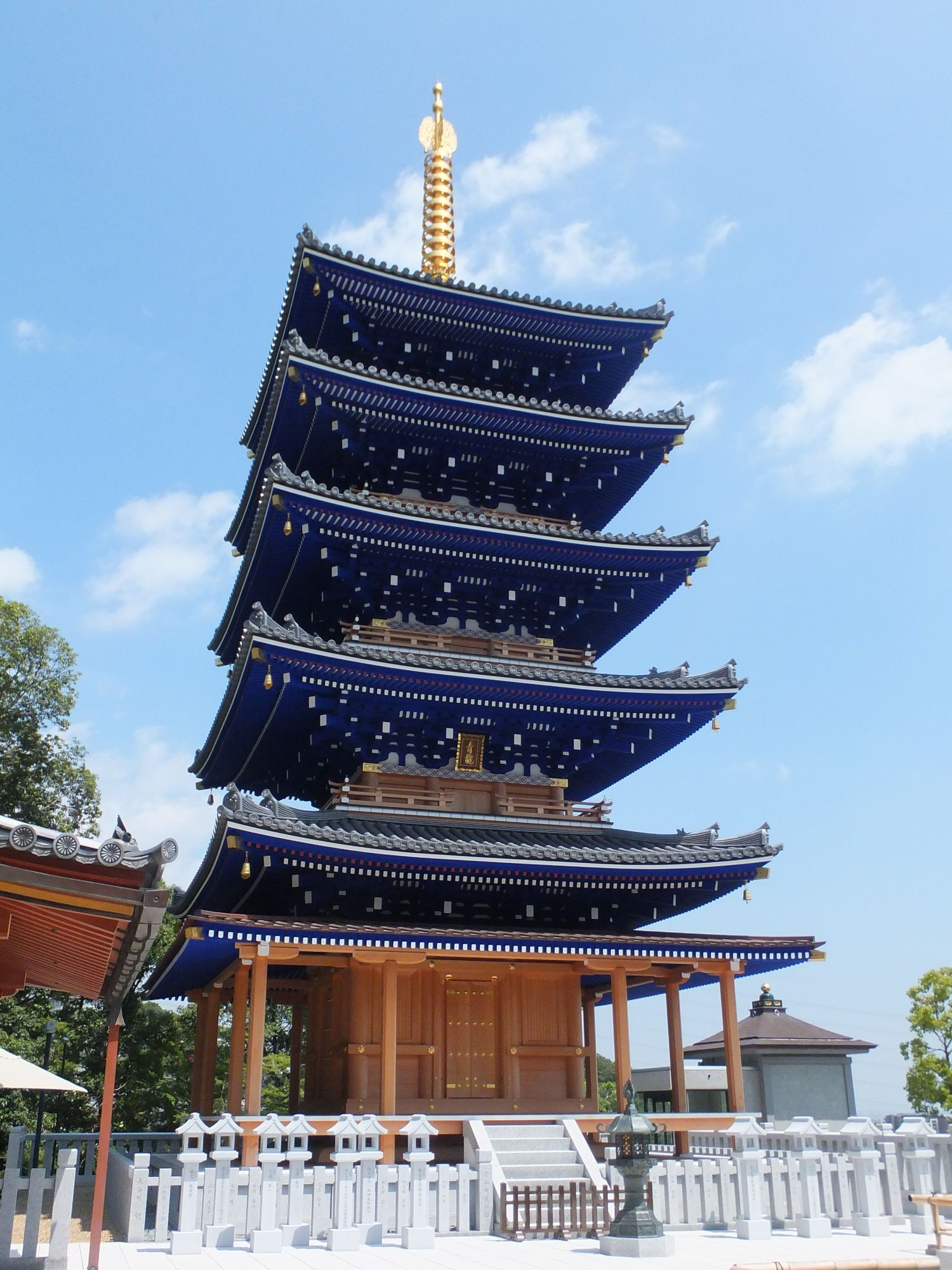
Pagode.

Le Nakayama-dera (中山寺, Nakayama-dera) est un temple bouddhiste situé à Takarazuka dans la préfecture de Hyōgo au Japon. C'est le 24e des 33 temples du pèlerinage de Kansai Kannon.

## Histoire
L'engi, l'histoire officielle du temple, rapporte que le sanctuaire est fondé par le prince Shōtoku, au VIe siècle. C'est l'un des temples les plus populaires dans la région.
Les bâtiments actuels ont été construits principalement par Toyotomi Hideyori au XVIIe siècle. Hideyori est un des fils de Toyotomi Hideyoshi qui unifie le Japon au XVIe siècle.

## Objet du culte
Le principal objet de culte du Nakayama-dera est Jūichimen Kannon, la déesse de la Miséricorde aux onze têtes. On croit que Kannon possède le pouvoir de donner des bébés et de faciliter les accouchements.